# Koisjärvi
Koisjärvi är en sjö i kommunen Lojo i landskapet Nyland i Finland. Sjön ligger 32 meter över havet. Arean är 36 hektar och strandlinjen är 3,06 kilometer lång. Sjön  ingår i Karisåns huvudavrinningsområde.   Den ligger omkring 55 km nordväst om Helsingfors. 